# فيلاني
فيلاني (Viļāni) هي مدينة jتقع في القسم الغربي من مقاطعة ريزيكني في شرق لاتفيا.
يبلغ عدد سكانها حوالي 3,764 نسمة.